# Brazda lui Novac (limes)

Brazda lui Novac - linia punctată verde

Există două valuri de pământ construite în epoca de stăpânire a Daciei de către romani care poartă denumirea de Brazda lui Novac:
- Brazda lui Novac de nord
- Brazda lui Novac de sud

## Brazda lui Novac de nord
Brazda lui Novac de nord este un limes, întărit cu un valum de pământ, construit în secolul IV, în vremea împăratului Constantin cel Mare, care străbate județul Argeș de la vest la est, intersectând valul de pământ Transalutanus în satul Urlueni. Șantul se află spre nord de val, ceea ce indică faptul că era destinat să apere teritoriul situat spre sud de această limită. La data construcției, valul avea înălțimea de 3 m iar șanțul adâncimea de 2 m. Lungimea sa era de aproximativ 700 km.
Brazda lui Novac pornea de la gura Topolniței (județul Mehedinți), traversa Oltenia și Muntenia pe sub dealuri până la Mizil, urmele sale văzându-se și astăzi.
Brazda lui Novac de Nord se oprește în masivul Istriței, la Pietroasele, unde s-a identificat și Castrul roman de la Pietroasele. Momentul construirii castrului poate fi fixat după pacea încheiată între romani și vizigoți (anul 333), dată la care a fost ridicată și Brazda lui Novac de Nord. Valul de pământ era străjuit și de alte castre precum castrul roman de la Hinova  în extrema stângă și  castrul de la  Rusidava de pe Olt, în zona centrală.
În prezent, Brazda lui Novac de Nord constituie suportul terasamentelor căii ferate Curtea de Argeș-Pitești-Roșiori de Vede-Turnu Măgurele.
Mai multe porțiuni ale valului Brazda lui Novac de nord sunt cuprinse în Lista monumentelor istorice 2004 Județul Mehedinți, cu următoarele coduri LMI:
- MH-I-s-B-10055 satul Bălăcița
- MH-I-m-B-10077 satul Hinova
- MH-I-m-B-10081 satul Livezile
- MH-I-m-B-10083 satul Orevița Mare

## Brazda lui Novac de sud
Brazda lui Novac de Sud sau Troianul, cum e numit de localnici, a fost ridicată între malul stâng al Oltului, lângă satul Viespesti (județul Teleorman) și fostul sat Greaca, de către romani, în secolele II—III e.n. Unii specialiști atribuie ridicarea valului lui Augustus, alții împăratului Traian.
Datarea valului de pământ Brazda lui Novac de sud este încă neclară și mult discutată. Valul nu era păzit cu castre, el constituind, probabil, un simplu obstacol în calea migratorilor care ar fi putut apărea prin surprindere dinspre nord sau est.
Există și ipoteza că Brazda lui Novac de sud a fost construită de Hadrian în fața castrului de la Novae și pentru a proteja parțial provincia de la sud de Carpați dezavantajată de aspectul geografic văii inferioare a Oltului.
Valul a fost construit pe o lungime de 170 km, cu lățimea de 12 m, înălțimea maximă de 2 m. Era flancat de un șant lat de 7—10 m și adânc de 1,50 m. Lângă gara Traian brazda se întretaie cu limes Transalutanus. Datorită lucrărilor agricole din regiunea de câmpie pe care o străbate, Brazda lui Novac de Sud este astăzi parțial distrusă, conservarea fiind foarte slabă. Doar în partea sudică a orașului Alexandria este încă vizibilă o porțiune din valul de pământ.